# ジーノ・セヴェリーニ

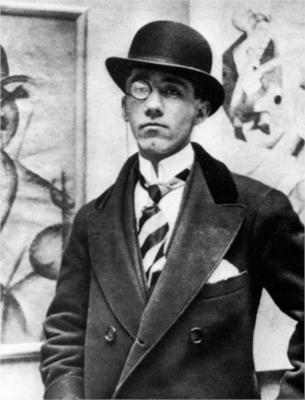
ジーノ・セヴェリーニ（当時30歳）、ロンドン、マールバラ画廊における個展のオープニングにて

ジーノ・セヴェリーニ（Gino Severini, 1883年4月7日 - 1966年2月26日）は、イタリアの画家。未来派運動の中心的メンバーの一人で、主にパリとローマで活動した。第一次世界大戦後は新古典主義に傾倒した時期もある。絵画のほか、モザイクやフレスコなどさまざまな技法の作品を残している。ローマ・クワドリエンナーレを含む主要な展覧会に参加し、受賞を重ねた。

## 初期
セヴェリーニは1883年4月7日、中部イタリア、コルトーナの貧しい家庭に生まれた。父親は法廷書記官、母親は洋裁師であった。セヴェリーニはコルトーナのスクオーラ・テクニカ（技術学校）で学ぶが、15歳の時、試験問題を盗んだかどで、同校のみならずイタリア全土の学校から追放処分となった。その後しばらくの間は父親のもとで働くが、1899年には母とともにローマへ移っている。セヴェリーニが芸術に真剣に興味を示し始めるのはこの時からで、事務仕事のかたわら絵を描くようになった。コルトーナ出身でローマ教皇の侍従であったパッセリーニ師というパトロンの援助を得て、セヴェリーニは美術の勉強をすることとなり、ローマ美術学校付属の裸体コースと私立の美術学校とに登録した。セヴェリーニの正規の美術教育は2年間で終わりを告げた。パトロンが「君の絵には様式が欠けており、私には全く理解できない」と言って、援助を打ち切ったためであった。
1900年、セヴェリーニは後に「未来派芸術宣言」に共に署名することになる画家・彫刻家のウンベルト・ボッチョーニに出会う。彼ら2人はパリ帰りの画家ジャコモ・バッラのアトリエを訪ね、ディヴィジョニズム、点描主義などの色彩分割技法を知ることとなる。色彩分割とは、色彩をパレットで混ぜ合わせることなく、画面を純粋色の色点で覆い、鑑賞者の網膜上で色彩を混ぜ合わせようとする技法である。この色彩分割の考え方は、セヴェリーニの初期作品や1910 - 1911年頃の未来派の絵画にも多大な影響を与えている。
1906年11月にパリに移るが、この移住がセヴェリーニに与えた影響は決定的なものだった。セヴェリーニは後にこう述べている。「私がもっとも強い絆を感じる街はコルトーナとパリだ。私の体はコルトーナで生まれたけれども、私の知性や精神はパリで生まれたのだ。」 。セヴェリーニはモンマルトルに居を構え、画業に専念した。モンマルトルでは当時新進の画家たちに多数出会っている。アメデオ・モディリアーニと親しくなり、ラウル・デュフィ、ジョルジュ・ブラック、シュザンヌ・ヴァラドンらは近隣にアトリエを構えていた。また、画家のフアン・グリス、パブロ・ピカソ、演出家リュニェ・ポーとその演劇仲間、詩人のギヨーム・アポリネール、ポール・フォール、マックス・ジャコブ、それに作家のジュール・ロマンら、当時のパリの前衛芸術家たちとも知り合っている。絵の売り上げだけでは暮らしていけなかったセヴェリーニは、パトロンたちの支援に頼って暮らしていた。

## 未来派
セヴェリーニはフィリッポ・トンマーゾ・マリネッティとボッチョーニの誘いで未来派の運動に参加、1910年2月の「未来派芸術宣言」と翌年4月の「未来派絵画技術宣言」には、バッラ、ボッチョーニ、カルロ・カッラ、ルイジ・ルッソロとともに署名人に名を連ねている。セヴェリーニはフランスとイタリアの画家仲間の重要な架け橋となり、仲間の未来派の画家たちよりも早くキュビスムとの接触をもった。イタリア未来派の画家たちは1911年のパリ訪問後、キュビスムの手法を取り入れ、それを絵画におけるエネルギーやダイナミスムの表現に応用した。セヴェリーニは1912年にパリのベルネーム・ジュヌ画廊で開催された、イタリア国外で初の未来派の展覧会に参加し、ヨーロッパ各地やアメリカにおける未来派展の開催にも協力した。1913年にはロンドンのマールバラ画廊とベルリンのデア・シュトルム画廊で初の個展を開いた。
セヴェリーニが後年書いた自伝で述べているところによれば、未来派の画家たちはベルネーム・ジュヌ画廊での展覧会の反響に満足していたが、当時影響力のあった批評家たち、なかんずくアポリネールは、未来派絵画の気取りの強さ、現代美術の潮流からずれていること、その地域主義などを揶揄していたという。後年のセヴェリーニも、アポリネールの意見に賛同するにいたっている。
セヴェリーニは他の未来派の画家たちほど機械のテーマには関心を示さず、「美術におけるダイナミスムの表現」という未来派の理論を表現するためにしばしば取り上げたテーマは、踊り子の姿であった。セヴェリーニはキャバレーなどの華やかな都会風景を描き出すことを得意とし、『バル・タバランのダイナミックな象形文字』（1912年、ニューヨーク近代美術館）、『大通り』（1910 - 11年、ロンドン、エストリック・コレクション）などがその例である。第一次大戦中には、未来派の戦争画を代表する作品群を残した。『ギャロップで駆けるイタリアの槍騎兵』（1915年）、『装甲列車』（1915年、ニューヨーク近代美術館）などがそれである。

## 新古典主義
1920年以後、セヴェリーニはパリとローマを行き来するようになった。第一次大戦後、セヴェリーニは未来派から離れ、より伝統的なタイプの絵画を志向し、ジョットの研究を行うなど「秩序への回帰」の動きに加わることとなった。セヴェリーニは一時期、分析的キュビスムの手法で制作していたが、1921年の『キュビスムから古典主義へ』の出版とともに純粋なキュビスムから離れ、形而上絵画の要素をもった新古典主義様式で制作するようになった。この頃にはコンメディア・デッラルテの場面をもテーマとするようになる。
1923年にはローマ・ビエンナーレに参加、ノヴェチェント・イタリアーノ（1900年主義）の画家たちとともに1926年と1929年にはミラノ、1929年にはジュネーヴで作品を展示した。1928年からはローマの古典的な風景を作品に取り入れるようになった。1930年のヴェネツィア・ビエンナーレ、1931年と1935年のローマ・クワドリエンナーレにも参加した。1935年のローマ・クワドリエンナーレでは絵画の一等賞を獲得し、セヴェリーニの作品のために1室が与えられた。フレスコやモザイクの作品も手がけ、スイス、フランス、イタリアでさまざまな技法による壁画を制作した。

## 晩年
1940年代にはセヴェリーニの様式は抽象に近づき、1950年代になると踊り子、光、運動といった未来派のモチーフに再び回帰した。モザイク作家としてはフリブール（スイス）のサン・ピエール教会の仕事をし、『コンセーニャ・デッレ・キアーヴィ』（聖ペテロへの天国の鍵の授与）のモザイクを制作した。セヴェリーニのモザイクはパリのカイエ・ダール画廊で展示され、ラヴェンナで開催されたモザイクの歴史に関する会議にも参加している。ローマのKLMオランダ航空ローマ支店、アリタリア航空パリ支店の装飾の注文も受けており、ニューヨークのローズ・フリート画廊における展覧会「未来派、バッラ、セヴェリーニ、1912 - 1918」に参加した。1959 - 1960年には第二次大戦で損傷した自らの作品『モニコでのパンパン踊り』（1911年、パリ、ポンピドゥ・センター）を再制作し、ローマの聖ルカ・アカデミーのイタリア美術賞を受賞した。1965年には第9回ローマ・クワドリエンナーレに出品し、聖ルカ・アカデミーで回顧展が開催された。セヴェリーニは生涯に渡って美術に関する理論的な著書や論文を残しており、また自伝として『ある画家の人生』がある。セヴェリーニは1966年2月26日にパリにて83歳の生涯を閉じ、遺骨はコルトーナに葬られた。